# 헨에이코실산
헨에이코실산(영어: heneicosylic acid) 또는 헨에이코산산(영어: heneicosanoic acid)은 화학식이 CH3(CH2)19COOH 인 21개의 탄소로 구성된 긴 사슬의 포화 지방산이다.